# Amblymelanoplia cavitibialis
Amblymelanoplia cavitibialis är en skalbaggsart som beskrevs av Dombrow 2002. Amblymelanoplia cavitibialis ingår i släktet Amblymelanoplia och familjen Melolonthidae. Inga underarter finns listade i Catalogue of Life.